# Иванова, Анна Витальевна
Іванова Анна Віталіївна

## Біографія
Іванова Анна Віталіївна скульптор, Заслужений художник України. Народилася в місті Шахти Ростовської області РФ. Батьки: батько - Іванов Віталій Іванович (26.09.1933 - 05.01.1995) доцент, кандидат технічних наук, викладач вищого навчального закладу, мати - Іванова Валентина Олександрівна (уроджена Чаркіна В. А. (17.11.940) інженер. Шкільні роки Анна провела в м. Первомайську Миколаївської обл.. У дитинстві любила читати, ліпити, вирішувати завдання з математики.  
У 1995 р. закінчила Харківський інженерно-економічний інститут за спеціальністю "Інформаційні системи". Того ж року вступила до Харківської Академії дизайну і мистецтв, яку закінчила у 2000 р. за спеціальністю "Станкова і монументальна скульптура". Навчалася у викладачів Бережного А. П., Максименко Т. Л., Рідного О. М., Флягіна В. Є.
На даний момент проживає в місті Харків. Працює в області станкової скульптури з матеріалами - дерево, метал, камінь.  Як скульптор-монументаліст співпрацює з Рідним О.М. Учасниця виставок з 1999 р.. Член Національної спілки художників України з 2000 р.. Лауреат муніципальної премії Харкова 2007 року. Роботи зберігаються в приватних колекціях і в Харківському Художньому музеї.

## Персональні виставки
- 2004 "Дістати до неба", Харків, Харківська муніципальна галерея.
- 2005 "Дістати до неба", Київ, галерея "Совіарт"

Дістати до неба серія скульптур, в основі яких так чи інакше зображені сходи. Сходи символ прагнення і подолання, висоти і свободи, шляху і перемоги, нескінченного руху вгору.
- 2007 "Час плине" Харків, Харківська муніципальна галерея
- 2008 "Ігри з часом", Київ, галерея "Совіарт"

Виставка включає в себе серію "Пісочного годинника" - це кінетичні скульптури, так звана пасивна кінетика, яка за участю людини входить в активну фазу. Пісок перетікаючи, виснажуючись і накопичуючись формує довільний пісочний ландшафт. Він як символ часу створює відчуття швидкоплинності та тлінності буття, його плинності та невловимості.
- 2009 "Шукайте горнього", Харків, Харківська муніципальна галерея
- 2013 "Скульптура PRO скульптуру", Харків, ЄрміловЦентр

Виставка "Скульптура PRO скульптуру" відбулася в ЄрміловЦентрі 2013 року. У ній взяли участь скульптори з різних міст України: Харкова, Києва, Одеси. У тому числі Харківські скульптори Рідний А., Кочмар В., Пирогов В. Анна Іванова була представлена проектом "Вірш", до якого увійшли роботи 2007-2013 р., у тому числі серія "Трансформери". Це дерев'яні скульптури, що складаються і розкладаються, які розкладаються в сюжетну композицію з можливістю зміни її в просторі, які також складаються в первинну форму, яка існує спочатку (дошка або колода).
- 2018 "ECCE HOMO", Харків, галерея ім. Г. Семирадського. Г. Семирадського

Спільний проєкт з О. М. Рідним Виставка скульптур на релігійну тематику: євангельські сцени з життя Ісуса Христа, історії з житія апостолів, святих і мучеників. У своїй основі виставка ставила моральні питання ставлення Бога до Людини, Людини до Бога. Тобто ми знаємо, що Бог є Любов і Його ставлення до людини абсолютно благе. А ставлення людини до Бога найяскравіше відкривається в моменті, описаному в Євангеліє від Іоанна, гл. 19, коли Понтій Пілат показав народу Єрусалима після бичування Ісуса Христа, увінчаного терновим вінцем та вдягненого в багряницю: "ЕССЕ НОМО" ("Се Людина"), слова, що тоді пролунали з вуст прокуратора Юдеї, сподіваючись викликати співчуття юрби, але вони лише прокричали: "Розіпни, розіпни Його". Виставка в художній формі висвітлює ці питання та ілюструє таку далеку й близьку нам історію.
- 2023 «ПРОСТОРИ МЕЖІ КОРДОНИ»,Киев, Національний центр «Український дім».

## Групові виставки
- 1999, 2002, 2005, 2008 Трієнале зі скульптури, Київ, Центральний будинок художника
- 2000 "На рубежі століть", Харківський будинок художника, виставка-конкурс, 1 премія
- 2002 Фестиваль "Культурні герої", Харків, художні майстерні
- 2003 "King size", Харків, галерея "Палітра"
- 2004 "Bestseller", Харків, Харківська муніципальна галерея
- 2005 "Другий вимір", Харків, галерея АВЕК
- 2005 "Українське дерево", Київ, Український дім
- 2005 "Улюблений розмір", Харків, Харківська муніципальна галерея
- 2005 "Осінні паралелі", Харків, АВЕК
- 2007 "Березнева маячня", Київ, галерея "Триптих АРТ"
- 2008 Фестиваль сучасного мистецтва "Гоголь Fest", Київ, Мистецький Арсенал
- 2008 "Мистецька карта України", Київ, Музей сучасного мистецтва України
- 2009 "Гагарін Fest", Харків
- 2010 "Великий скульптурний салон". Київ, Український дім
- 2011 "Виставка скульптур", Київ, Центральний будинок художника
- 2012 "Почути на дотик", Київ, галерея "Триптих АРТ"
- 2018 Художня виставка присвячена 80-річчю ХОНСХУ
- 2018 "Слобода Культ", Ужгород
- 2020 "Венігрет", Харків, галерея ім. Г. Семирадського. Г. Семирадського
- 2020 "До дня художника", Харків
- 2021 Виставка присвячена 100-річчю харківської художньої школи, Харківський будинок художника
- 2021 Виставка "АТО - ОСС очима сучасних митців"
- 2023 "Всеукраїнська виставка до Дня Художника", Харківський будинок художника
- 2023 "Різдвяна", Харківський будинок художника

## Пам'ятники
- Щербініну Є. А. (2003), бронза, Харків.
- Ляпунову О. М. (2010), бронза, Харків.
- Багалею Д. І. (2010), бронза, Харків.
- Незалежній Україні (2011), бронза, Харків.
- Велосипедистам (2012), полімерні матеріали. Харків
- Меморіал жертв Голодомору 1932-1933 р. (2008), бронза. Харків
- Мечникову І. І., Ландау Л. Д., Кузнецю С. С. (2016), бронза, Харків.
- Бекетову О. М. (2016), бронза, Харків.
- Кошовому отаману Сірко. (2017), бронза, Харків.
- Гулаку-Артемовському С. С. (2017), бронза, Харків.
- Шевченку Т. Г. (2014), бронза, Ізюм.
- Кошелєву В. І. (2015), бронза, с. Ківшарівка. Ківшарівка.
- Шевченко Т. Г. (2020), бронза, м. Трускавець.
- Пам'ятник-бюст воїну АТО герою України, капітану Лавренку О. М. М. (2020), поліефірні матеріали, Харків.
- Пам'ятник-бюст воїну АТО герою України, капітану Колодію С. В. (2020), поліефірні матеріали, Харків.
- Пам'ятник Каразіну В. М. (2001), камінь, село Кручик, Богодухівського району, Харків.
- Пам'ятник Священномученику Олександру (2010), бронза, Харків.
- "Юрій Гагарін" (2003), алюміній, Харків.
- "Чергова по вокзалу" (2014), поліефірні матеріали, м. Куп'янськ. Куп'янськ.
- "Бабак - символ Куп'янська" (2014), поліефірні матеріали, м. Куп'янськ. Куп'янськ.
- "Сім'я бабаків" (2014), поліефірні матеріали, м. Куп'янськ. Куп'янськ.
- "Рецепт борщу від Вернадського" (2019), бронза, Харків.
- "Картина Рєпіна" (2019), бронза, Харків.
- "Скульптура енергетика" (2020), бронза, Харків.
- "Людина-невидимка і Лесь Курбас" (2019), бронза, Харків.

У співавторстві з Олександром Рідним

## Меморіальні дошки
- Письменнику Франку І.Я.
- Художнику Генріху Семирадському
- Олімпійським чемпіонам Гороховській М. К. і Пояркову Ю. М.
- Народному художнику Сізікову В. В.
- Харківському міському голові в 1900-1912 рр. Погорілку А. К ..

у співавторстві з Олександром Рідним

## Нагороди
- Заслуженный художник Украины (2021)[1]

## Примітки
1. ↑  Указ Президента України від 28 червня 2021 року № 274/2021 «Про відзначення державними нагородами України з нагоди Дня Конституції України». Дата обращения: 28 июня 2021. Архивировано 28 июня 2021 года.

## Посилання
- https://vecherniy.kharkov.ua/news/154581/
- https://www.cultura.kh.ua/ru/activities/modern-art/authors/129-skulptori/2092-ivanova-anna
- https://www.mediaport.ua/tags/anna-ivanova
- https://redpost.com.ua/photo/exibitions/1206043.html
- https://m.youtube.com/watch?v=2IR5S2T-y-4
- https://www.instagram.com/anna.ivanova_sculptor/
- https://www.facebook.com/profile.php?id=100063673390172